# رودخانه رازاور

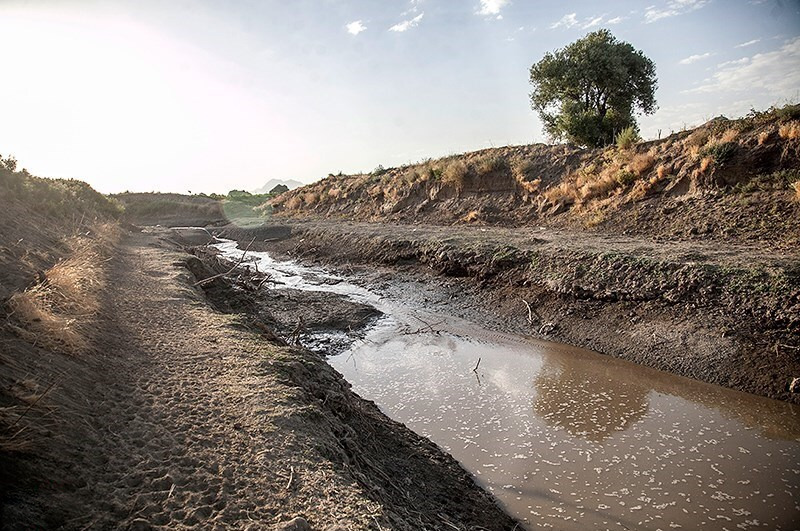
شرایط بحرانی رودخانه رازاور

رازاوَر (به کُردی: ڕازاوه‌ر) نام یکی از رودخانه‌های استان کرمانشاه است که سرچشمه‌های آن از کوه‌های اطراف کندوله و کامیاران آغاز می‌شود و در مسیر خود از کوه قرال عبور می‌کند و در جنوب قزانچی به رودخانه قره‌سو می‌ریزد.

## وضعیت کنونی
رازاور، به مانند بسیاری دیگر از رودخانه‌های ایران، به دلیل کاهش بارندگی‌ها و از سوی دیگر سوءمدیریت دربرداشت غیراصولی از منابع آبی و حفر بی رویهٔ چاه‌های عمیق و نیمه‌عمیق در پیرامون خود و نیز احداث یک سد انحرافی در روستای دارشادمان، در گذر زمان به یکی از رودخانه‌های خشک تبدیل شده است.

## خشک شدن
در ۲ مرداد ۱۴۰۰ مدیرعامل شرکت آب منطقه‌ای استان کرمانشاه اعلام کرد که رودخانهٔ رازآور بر اثر خشکسالی و کاهش شدید بارندگی در سال آبی اخیر خشک شده است.
در ۱۱ مرداد ۱۴۰۱ رئیس ادارهٔ محیط زیست شهرستان کرمانشاه اعلام کرد که رودخانهٔ رازاور تا نزدیک ورودی کامیاران خشک شده است.